# Andreas Einberger

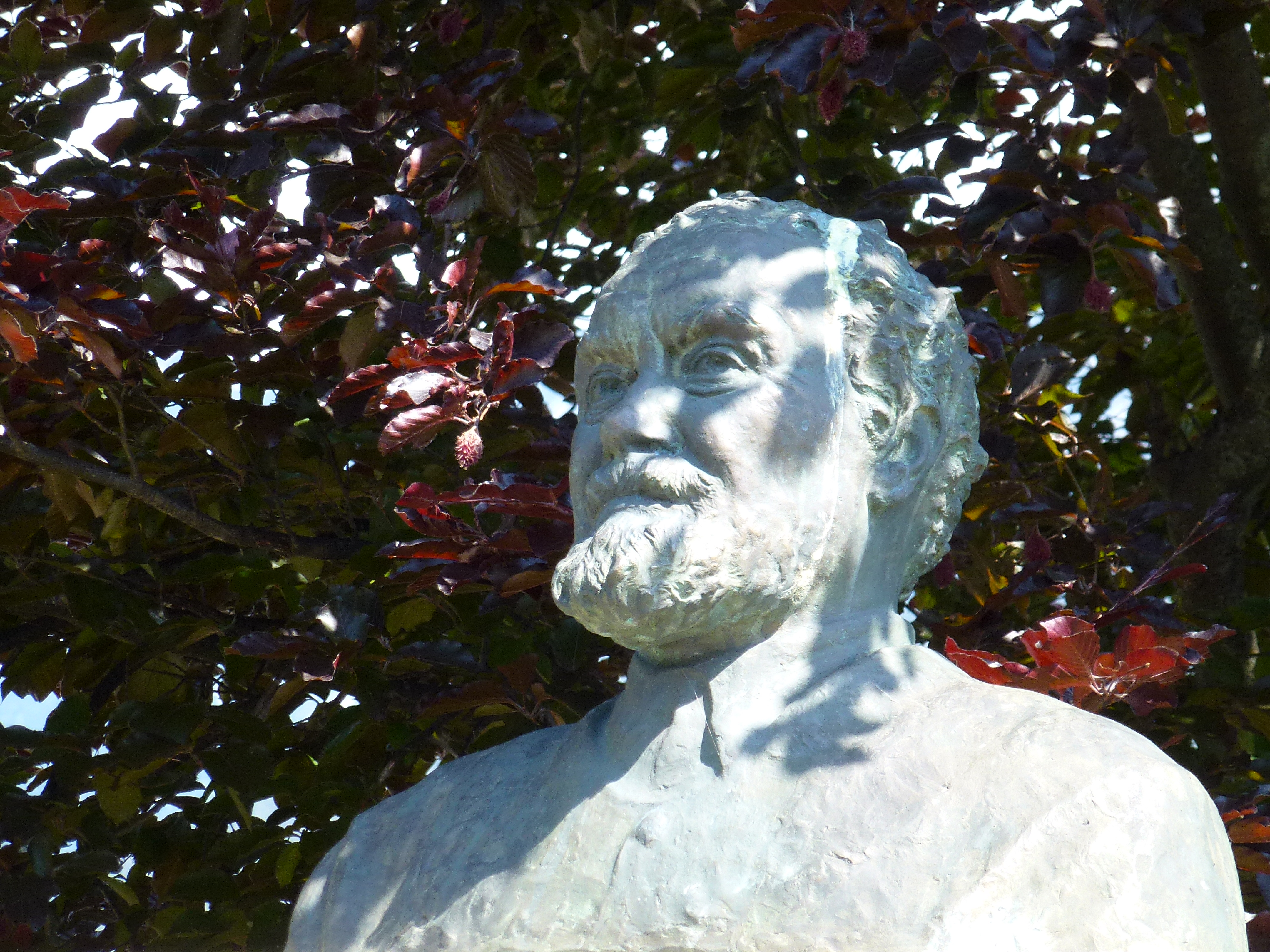
Büste Andreas Einbergers von Franz Josef Kranewitter in Telfs

Andreas Einberger (* 30. Oktober 1878 in Kramsach; † 29. April 1952 in Telfs) war ein österreichischer Maler und Bildhauer.

## Leben
Der Bauernsohn machte eine Lehre bei Josef Bachlechner dem Älteren in Hall in Tirol und war zunächst als Holzschnitzer tätig. Nach Wanderjahren und Tätigkeiten in Hamburg und Bremen wandte er sich der Malerei zu und studierte von 1900 bis 1903 an der Akademie der Bildenden Künste München bei Gabriel von Hackl und von 1903 bis 1906 an der Akademie der Bildenden Künste Wien in der Spezialschule von Alois Delug. Nach einem Studienaufenthalt in Rom kehrte er nach  Kramsach zurück. Nach der Rückkehr aus dem Kriegsdienst im Ersten Weltkrieg heiratete er 1919 Maria Pöschl aus Telfs, mit ihr lebte er ab 1920 bis zu seinem Tod in Telfs. Der einzige Sohn starb 1927 noch als Kleinkind.
Einberger baute ein Atelier in Telfs und arbeitete zunächst vor allem als Bildhauer und Grafiker. Er erhielt mehrere Aufträge, unter anderem für Kriegerdenkmäler im Oberinntal. 1921 hatte er seine erste große Einzelausstellung in Innsbruck. 1948 berief ihn das Land Tirol in den Kulturbeirat der Landesregierung.
Zu seinen Werken zählen Porträts, Landschaften (insbesondere das Hochgebirge) in Aquarell und Öl, Fresken, Radierungen und farbige Holzschnitte. Als Bildhauer schuf er Figuren, Kriegerdenkmäler und Krippen.

## Ehrungen
- Berufstitel Professor, 1949
- Ehrenbürger von Telfs, 1949
- Benennung der Prof.-Andreas-Einberger-Straße in Telfs
- Denkmal in Telfs (Büste geschaffen von Franz Josef Kranewitter)

## Werke im öffentlichen Raum

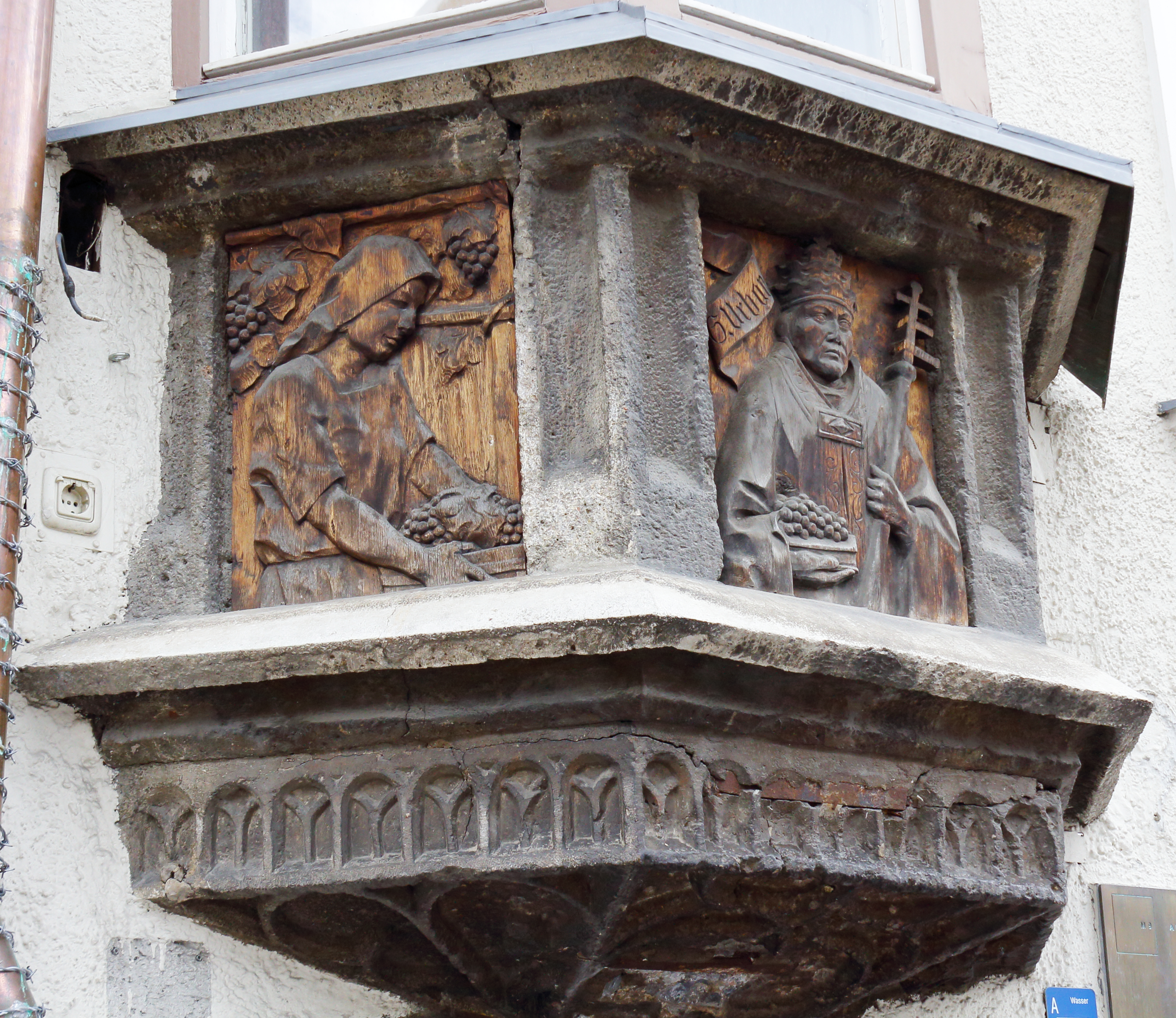
Reliefs am Bürgerhaus Delevo in Innsbruck

- Kriegerdenkmal, Pfarrkirche Voldöpp, um 1920[1]
- Kriegerdenkmal für die Gefallenen des 1. Weltkrieges, Pfarrkirche Kirchdorf in Tirol, 1922[2]
- Kriegerdenkmal am Südportal des Friedhofs, Pfaffenhofen, 1922/1924[3]
- Kriegerdenkmal, Pfarrkirche Oberhofen im Inntal, um 1923[4]
- Fresken an der Kaiserschützenkapelle am Tummelplatz, Innsbruck, 1924 (mit Alfons Walde)[5]
- Erkerreliefs, Bürgerhaus Delevo, Innsbruck, 1925[6]
- Fassadenmalereien, Geschäfts- und Wohngebäude Haas, Telfs, um 1936[7]
- Madonnenfresko über dem Portal, ehem. Gasthof Baldauf, Pettnau, 1946/1947[8]
- Hochaltarrelief, Pfarrkirche Fügen